# King Tower
King Tower (chino simplificado: 新 金桥 大厦, chino tradicional: 新 金桥 大厦, pinyin: Xinjinqiao Dasha) es un rascacielos en Shanghái, China. Mide 212 metros de altura, tiene 38 plantas y se terminó en 1996.
Fue el edificio más alto de Shanghái hasta la finalización de la torre Jin Mao en 1998.
Actualmente es el rascacielos 29º más alto de Shanghái.